# Beacons of Ancestorship
Beacons of Ancestorship è un album in studio del gruppo musicale post-rock statunitense Tortoise, pubblicato nel 2009.

## Tracce
1. High Class Slim Came Floatin' In – 8:14
2. Prepare Your Coffin – 3:37
3. Northern Something – 2:24
4. Gigantes – 6:21
5. Penumbra – 1:08
6. Yinxianghechengqi – 3:37
7. The Fall of Seven Diamonds Plus One – 3:40
8. Minors – 4:23
9. Monument Six One Thousand – 3:22
10. de Chelly – 1:46
11. Charteroak Foundation – 5:07